# Texella cokendolpheri
Texella cokendolpheri is een hooiwagen uit de familie Phalangodidae.